# XEOYE-FM
XEOYE-FM 89.7 MHz, Oye 89.7 es una emisora integrante de NRM Comunicaciones con los mejores hits en inglés y en español de la actualidad.

## Historia
XEOY-FM es una de las emisoras pioneras de la banda de frecuencia modulada en México que transmite hasta la fecha. Sin embargo, la emisora XHFM-FM, que nació en 1952, fue la primera estación que transmitió en frecuencia modulada, pero solamente estuvo operando cinco años.
Oficialmente, las siglas de las frecuencias de FM inician con el indicativo XH, pero la XEOY-FM sigue el mismo patrón que adoptan otros indicativos de amplitud modulada, cuyas frecuencias en FM cuentan con las mismas siglas, como los casos de XEDA-FM, XEQK-FM (hoy XHFAJ-FM), XEQ-FM, XEJP-FM, XEUN-FM, XEW-FM, XERC-FM, XELA-FM (hoy XHDL-FM) XEBS-FM (hoy XHSON-FM) XEX-FM, XERFR-FM, XEDF-FM y XEQR-FM.
XEOY-FM entró en operaciones el 28 de agosto de 1955, operada por Guillermo Salas Peyró, al instalar la primera emisora en América Latina que transmite en sistema estereofónico, aunque el impulso real a la banda de frecuencia modulada no se dio sino hasta 1967, cuando entró en operaciones la estación XHSRO-FM, ubicada en Monterrey, Nuevo León, operada por Joaquín Vargas Gómez.

### Formatos
Su primer formato fue conocido como Estéreomil, con programación de fragmentos de música clásica, que se mantuvo a lo largo de 39 años. El locutor fue (Patricio) Agustín Romo Ortega, la voz que distinguió a la estación durante todo ese periodo.
El 29 de julio de 1994 adoptó el formato Morena FM 89.7, que transmitió música ranchera y romántica.
El 3 de enero de 2000, adoptó el formato FM Globo. Tras la entrada de Exa FM al 104.9, y tras los acuerdos entre Núcleo Radio Mil y MVS Radio, el formato pasó a ser operado por NRM.
Bajo el nombre  de Oye, en la frecuencia del  89.7 de fm y el eslogan “Esta Padrísima”
Oye 89.7 nace el 15 de julio del 2002 cambiando el indicativo de señal, XEOY-FM, por el de XEOYE-FM, en respuesta a la necesidad de darle al público la mejor propuesta de radio pop con calidad, con el legado más grande  de hits en su programación y los mejores eventos masivos.
Oye 89.7 también se ha preocupado por el contenido de sus horarios y a través de sus personalidades al aire,  esto la  ha posicionado como la mejor radio de pop en la actualidad.
Su programación se alimenta del mejor pop en español actual y lo más sonado del pop y del EDM  en inglés. Llevando a Oye 89.7 fm a los primeros lugares de popularidad.
Oye 89.7 fm emisora integrante de NRM Comunicaciones, ha evolucionado junto con esta empresa, creando a una gran familia de la comunicación.
Con  modernas instalaciones, con la más alta tecnología, la mejor señal, una nueva emoción de comunicar y con lo más importante…una nueva actitud para que oye 89.7 fm, emisora integrante de NRM Comunicaciones  sea la mejor radio de México.
Oye 89.7 cuenta con el reconocimiento de realizar los mejores y más impactantes eventos masivos así como las promociones más innovadoras de la radio, creando conceptos únicos en su clase para el auditorio más exigente. Logrando una sinergia perfecta en entre calidad auditiva y el compromiso con el auditorio.
Con un público fiel, Oye 89.7 se ha consolidado entre las emisoras de pop más importantes del continente americano. Una emisora juvenil y de alto impacto destacando por sus contenidos, personalidades al aire,  programación musical, promociones, eventos  y el reconocimiento de las grandes figuras artísticas  a nivel mundial.